# Hilarów (powiat sochaczewski)
Hilarów – wieś w Polsce położona w województwie mazowieckim, w powiecie sochaczewskim, w gminie Brochów.
Wieś wchodzi w skład sołectwa Górki, Hilarów.
W latach 1975–1998 miejscowość należała administracyjnie do województwa warszawskiego.
Wieś ta nosi nazwę od swojego założyciela Hilarego Ostrowskiego, który był właścicielem majątku i dworu w Tułowicach w latach 1866-1870.